# Lista planetelor minore/118401–118500
Aceasta este Lista planetelor minore/118401–118500; pentru a naviga prin lista completă vezi Lista planetelor minore.
Pentru ale detalii vezi și Proiect:Astronomie sau Portal:Astronomie.
| Nume          | Denumire provizorie | Data descoperirii  | Locul descoperirii | Descoperitor(i)                     |
| ------------- | ------------------- | ------------------ | ------------------ | ----------------------------------- |
| 118401 LINEAR | 1999 RE70           | 7 septembrie 1999  | Socorro            | LINEAR                              |
| 118402 -      | 1999 RK78           | 7 septembrie 1999  | Socorro            | LINEAR                              |
| 118403 -      | 1999 RY92           | 7 septembrie 1999  | Socorro            | LINEAR                              |
| 118404 -      | 1999 RC93           | 7 septembrie 1999  | Socorro            | LINEAR                              |
| 118405 -      | 1999 RM104          | 8 septembrie 1999  | Socorro            | LINEAR                              |
| 118406 -      | 1999 RM168          | 9 septembrie 1999  | Socorro            | LINEAR                              |
| 118407 -      | 1999 RA201          | 8 septembrie 1999  | Socorro            | LINEAR                              |
| 118408 -      | 1999 RV220          | 5 septembrie 1999  | Catalina           | CSS                                 |
| 118409 -      | 1999 RB234          | 8 septembrie 1999  | Catalina           | CSS                                 |
| 118410 -      | 1999 RD239          | 8 septembrie 1999  | Catalina           | CSS                                 |
| 118411 -      | 1999 RV251          | 6 septembrie 1999  | Catalina           | CSS                                 |
| 118412 -      | 1999 RG253          | 8 septembrie 1999  | Kitt Peak          | Spacewatch                          |
| 118413 -      | 1999 SP1            | 19 septembrie 1999 | Ondřejov           | L. Šarounová⁠(d)                     |
| 118414 -      | 1999 SU10           | 30 septembrie 1999 | Catalina           | CSS                                 |
| 118415 -      | 1999 SV19           | 30 septembrie 1999 | Socorro            | LINEAR                              |
| 118416 -      | 1999 TD9            | 7 octombrie 1999   | Višnjan            | K. Korlević, M. Jurić⁠(d)            |
| 118417 -      | 1999 TW12           | 10 octombrie 1999  | Fountain Hills     | C. W. Juels⁠(d)                      |
| 118418        | 1999 TP18           | 14 octombrie 1999  | Xinglong           | BAO Schmidt CCD Asteroid Program⁠(d) |
| 118419 -      | 1999 TK53           | 6 octombrie 1999   | Kitt Peak          | Spacewatch                          |
| 118420 -      | 1999 TF59           | 7 octombrie 1999   | Kitt Peak          | Spacewatch                          |
| 118421 -      | 1999 TM65           | 8 octombrie 1999   | Kitt Peak          | Spacewatch                          |
| 118422 -      | 1999 TU71           | 9 octombrie 1999   | Kitt Peak          | Spacewatch                          |
| 118423 -      | 1999 TJ84           | 13 octombrie 1999  | Kitt Peak          | Spacewatch                          |
| 118424 -      | 1999 TL111          | 4 octombrie 1999   | Socorro            | LINEAR                              |
| 118425 -      | 1999 TG114          | 4 octombrie 1999   | Socorro            | LINEAR                              |
| 118426 -      | 1999 TX136          | 6 octombrie 1999   | Socorro            | LINEAR                              |
| 118427 -      | 1999 TM148          | 7 octombrie 1999   | Socorro            | LINEAR                              |
| 118428 -      | 1999 TG157          | 9 octombrie 1999   | Socorro            | LINEAR                              |
| 118429 -      | 1999 TE163          | 9 octombrie 1999   | Socorro            | LINEAR                              |
| 118430 -      | 1999 TZ171          | 10 octombrie 1999  | Socorro            | LINEAR                              |
| 118431 -      | 1999 TD187          | 12 octombrie 1999  | Socorro            | LINEAR                              |
| 118432 -      | 1999 TL214          | 15 octombrie 1999  | Socorro            | LINEAR                              |
| 118433 -      | 1999 TN235          | 3 octombrie 1999   | Catalina           | CSS                                 |
| 118434 -      | 1999 TY250          | 5 octombrie 1999   | Socorro            | LINEAR                              |
| 118435 -      | 1999 TK273          | 5 octombrie 1999   | Socorro            | LINEAR                              |
| 118436 -      | 1999 TU275          | 6 octombrie 1999   | Socorro            | LINEAR                              |
| 118437 -      | 1999 TB285          | 9 octombrie 1999   | Socorro            | LINEAR                              |
| 118438 -      | 1999 UK17           | 29 octombrie 1999  | Kitt Peak          | Spacewatch                          |
| 118439 -      | 1999 UT20           | 31 octombrie 1999  | Kitt Peak          | Spacewatch                          |
| 118440 -      | 1999 UM37           | 16 octombrie 1999  | Kitt Peak          | Spacewatch                          |
| 118441 -      | 1999 UP39           | 31 octombrie 1999  | Kitt Peak          | Spacewatch                          |
| 118442 -      | 1999 UM54           | 19 octombrie 1999  | Kitt Peak          | Spacewatch                          |
| 118443 -      | 1999 UZ62           | 28 octombrie 1999  | Catalina           | CSS                                 |
| 118444 -      | 1999 VK20           | 11 noiembrie 1999  | Fountain Hills     | C. W. Juels⁠(d)                      |
| 118445 -      | 1999 VH29           | 3 noiembrie 1999   | Socorro            | LINEAR                              |
| 118446 -      | 1999 VK69           | 4 noiembrie 1999   | Socorro            | LINEAR                              |
| 118447 -      | 1999 VM81           | 5 noiembrie 1999   | Socorro            | LINEAR                              |
| 118448 -      | 1999 VH93           | 9 noiembrie 1999   | Socorro            | LINEAR                              |
| 118449 -      | 1999 VY94           | 9 noiembrie 1999   | Socorro            | LINEAR                              |
| 118450 -      | 1999 VV116          | 5 noiembrie 1999   | Kitt Peak          | Spacewatch                          |
| 118451 -      | 1999 VX124          | 9 noiembrie 1999   | Socorro            | LINEAR                              |
| 118452 -      | 1999 VH127          | 9 noiembrie 1999   | Kitt Peak          | Spacewatch                          |
| 118453 -      | 1999 VP159          | 14 noiembrie 1999  | Socorro            | LINEAR                              |
| 118454 -      | 1999 VU159          | 14 noiembrie 1999  | Socorro            | LINEAR                              |
| 118455 -      | 1999 VP191          | 12 noiembrie 1999  | Socorro            | LINEAR                              |
| 118456 -      | 1999 VO205          | 10 noiembrie 1999  | Anderson Mesa      | LONEOS                              |
| 118457 -      | 1999 WP6            | 28 noiembrie 1999  | Višnjan            | K. Korlević                         |
| 118458 -      | 1999 WY11           | 28 noiembrie 1999  | Kitt Peak          | Spacewatch                          |
| 118459 -      | 1999 XB6            | 4 decembrie 1999   | Catalina           | CSS                                 |
| 118460 -      | 1999 XM6            | 4 decembrie 1999   | Catalina           | CSS                                 |
| 118461 -      | 1999 XJ10           | 5 decembrie 1999   | Catalina           | CSS                                 |
| 118462 -      | 1999 XQ24           | 6 decembrie 1999   | Socorro            | LINEAR                              |
| 118463 -      | 1999 XZ48           | 7 decembrie 1999   | Socorro            | LINEAR                              |
| 118464 -      | 1999 XE61           | 7 decembrie 1999   | Socorro            | LINEAR                              |
| 118465 -      | 1999 XR70           | 7 decembrie 1999   | Socorro            | LINEAR                              |
| 118466 -      | 1999 XK110          | 4 decembrie 1999   | Catalina           | CSS                                 |
| 118467 -      | 1999 XO123          | 7 decembrie 1999   | Catalina           | CSS                                 |
| 118468 -      | 1999 XT216          | 13 decembrie 1999  | Kitt Peak          | Spacewatch                          |
| 118469 -      | 1999 XW226          | 15 decembrie 1999  | Kitt Peak          | Spacewatch                          |
| 118470 -      | 2000 AG4            | 3 ianuarie 2000    | Socorro            | LINEAR                              |
| 118471 -      | 2000 AF15           | 3 ianuarie 2000    | Socorro            | LINEAR                              |
| 118472 -      | 2000 AJ31           | 3 ianuarie 2000    | Socorro            | LINEAR                              |
| 118473 -      | 2000 AO34           | 3 ianuarie 2000    | Socorro            | LINEAR                              |
| 118474 -      | 2000 AH41           | 3 ianuarie 2000    | Socorro            | LINEAR                              |
| 118475 -      | 2000 AJ127          | 5 ianuarie 2000    | Socorro            | LINEAR                              |
| 118476 -      | 2000 AF163          | 5 ianuarie 2000    | Socorro            | LINEAR                              |
| 118477 -      | 2000 AQ168          | 12 ianuarie 2000   | Prescott           | P. G. Comba⁠(d)                      |
| 118478 -      | 2000 AD211          | 5 ianuarie 2000    | Kitt Peak          | Spacewatch                          |
| 118479 -      | 2000 AM238          | 6 ianuarie 2000    | Socorro            | LINEAR                              |
| 118480 -      | 2000 BG10           | 26 ianuarie 2000   | Kitt Peak          | Spacewatch                          |
| 118481 -      | 2000 BK32           | 28 ianuarie 2000   | Kitt Peak          | Spacewatch                          |
| 118482 -      | 2000 BT51           | 30 ianuarie 2000   | Catalina           | CSS                                 |
| 118483 -      | 2000 CJ16           | 2 februarie 2000   | Socorro            | LINEAR                              |
| 118484 -      | 2000 CK20           | 2 februarie 2000   | Socorro            | LINEAR                              |
| 118485 -      | 2000 CP27           | 2 februarie 2000   | Socorro            | LINEAR                              |
| 118486 -      | 2000 CN30           | 2 februarie 2000   | Socorro            | LINEAR                              |
| 118487 -      | 2000 CK31           | 2 februarie 2000   | Socorro            | LINEAR                              |
| 118488 -      | 2000 CP37           | 3 februarie 2000   | Socorro            | LINEAR                              |
| 118489 -      | 2000 CR40           | 1 februarie 2000   | Catalina           | CSS                                 |
| 118490 -      | 2000 CN54           | 2 februarie 2000   | Socorro            | LINEAR                              |
| 118491 -      | 2000 CC88           | 4 februarie 2000   | Socorro            | LINEAR                              |
| 118492 -      | 2000 CK98           | 7 februarie 2000   | Kitt Peak          | Spacewatch                          |
| 118493 -      | 2000 DH3            | 27 februarie 2000  | Višnjan            | K. Korlević, M. Jurić⁠(d)            |
| 118494 -      | 2000 DP8            | 29 februarie 2000  | Socorro            | LINEAR                              |
| 118495 -      | 2000 DV9            | 26 februarie 2000  | Kitt Peak          | Spacewatch                          |
| 118496 -      | 2000 DA34           | 29 februarie 2000  | Socorro            | LINEAR                              |
| 118497 -      | 2000 DB34           | 29 februarie 2000  | Socorro            | LINEAR                              |
| 118498 -      | 2000 DD42           | 29 februarie 2000  | Socorro            | LINEAR                              |
| 118499 -      | 2000 DM59           | 29 februarie 2000  | Socorro            | LINEAR                              |
| 118500 -      | 2000 DH64           | 29 februarie 2000  | Socorro            | LINEAR                              |